# Почетни граждани на София
Почетни граждани на София могат да бъдат български и чуждестранни граждани с особено големи заслуги към София и жителите ѝ.
На наградените се връчва Почетен знак с лента, която е с цвета на знамето на Столичната община. Те се връчват от председателя на Столичния общински съвет.
Предложения за награждаване със званието „Почетен гражданин на София“ могат да правят председателят на Столичния общински съвет, кметът на Столичната община, група от най-малко 15 общински съветници. Почетното звание може да се отнеме с решение на Столичния общински съвет, ако някой от наградените е с влязла в сила присъда. През всеки мандат Столичният общински съвет има право да удостои с почетното звание най-много 33-ма български и 12 чуждестранни граждани.
Почетните граждани се вписват в Почетната книга на Столичната община, която се съхранява от председателя на Столичния общински съвет. Наградените имат право на безплатно пътуване с градския транспорт в рамките на Столичната община.
Титлата е създадена през 1879 година и първият, удостоен с нея, е княз Александър Дондуков-Корсаков при заминаването му от България (решение на Софийския общински съвет от 17 юни 1879).

## Списък
Списък на почетните граждани на София след 1993 г.

### 1993
- проф. Марин Големинов
- Шломо Лахат – кмет на Тел Авив – Яфо
- Драган Тенев[5]

### 1994
- Димитър Пенев[6]
- Красимир Борисов[6]
- Борислав Михайлов[6]
- Емил Кременлиев[6]
- Трифон Иванов[6]
- Цанко Цветанов[6]
- Петър Хубчев[6]
- Златко Янков[6]
- Емил Костадинов[6]
- Йордан Лечков[6]
- Христо Стоичков[6]
- Наско Сираков[6]
- Даниел Боримиров[6]
- Пламен Николов[6]
- Ивайло Йорданов[6]
- Бончо Генчев[6]
- Николай Илиев[6]
- Илиян Киряков[6]
- Петър Михтарски[6]
- Петър Александров[6]
- Георги Георгиев[6]
- Велко Йотов[6]
- Красимир Балъков[6]
- Ивайло Андонов[6]

### 1995
- Георги Куфов[7]

### 1996
- Анна Томова-Синтова[8]
- Валентин Димитров[9]
- Хорхе Фуентес – посланик на Испания[10]

### 1997
- Александър Томов[11]
- Примо Небиоло – президент на Международната федерация по лека атлетика[12]

### 1998
- Александрина Милчева[13]
- Екатерина Дафовска[14]
- Александър Александров – космонавт[15]
- Владимир Титов – космонавт[15]
- Муса Манаров – космонавт[15]
- Анатолий Соловьов – космонавт[15]
- Виктор Савиних – космонавт[15]
- Еберхард Дипген[16]
- Юрий Лужков – кмет на Москва[17]

### 1999
- Руслан Райчев[18]
- Дина Шнайдерман[18]
- Емил Камиларов[18]
- Юлия Винер-Ченишева[19]
- Петер Мецгер[20]
- Емил Димитров[21]
- Лили Иванова[21]

### 2000
- Георги Калоянчев[22]
- Йосиф Петров[23]
- Валери Петров[23]
- Йордан Радичков[23]
- Стоянка Мутафова[23]
- Мария Гроздева[24]
- Тереза Маринова[24]
- Таню Киряков[24]
- Гълъбин Боевски[24]
- Армен Назарян[24]
- Изабела Рифатова[24]

### 2001
- арх. Атанас Агура[25]
- Хосе Кодерк – посланик на Испания[26]
- Стефан Софиянски[27]
- Никола Николов[28]
- Таня Масалитинова[29]
- Гена Димитрова[30]

### 2002
- Евгения Раданова[31]
- Донка Паприкова[32]
- Гинка Станчева[33]
- Емилия Радева[33]
- Христо Друмев[33]

### 2003
- Ивайло Петров[34]
- проф. Александър Чирков[35]
- Антраник Арабаджиян (Астор)[36]
- Румяна Нейкова[37]
- д-р Георги Икономов[38]
- Ицках Финци[39]
- Радой Ралин[39]
- Емилия Михайлова[39]
- Иван Симеонов[39]

### 2004
- маестро Юри Буков[40]
- Цветана Манева[41]
- арх. Георги Стоилов[42]
- Милен Добрев[43]
- Йорданка Христова[44]
- Лиляна Бочева[45]
- Христо Каранджулов[46]
- Михаил Белчев[47]
- Боян Радев[48]
- Александър Томов[48]
- Нешка Робева[48]
- Йорданка Донкова[48]

### 2005
- Димитър Добрев[49]
- проф. д-р Христо Куманов[50]
- проф. Петър Панчев[50]
- проф. Генчо Начев[50]
- проф. Радослав Гайдарски[50]
- д-р Любомир Спасов[50]
- проф. Милан Миланов[51]
- Росица Баталова[52]
- проф. Атанас Тасев[53]

### 2006
- Валтер Велтрони – кмет на Рим[54]
- Албена Денкова[55]
- Максим Ставийски[55]
- Георги Мърков[56]
- Румен Стоилов[57]
- доц. Асен Златев[58]
- арх. Стефан Беязов[58]

### 2007
- проф. д-р Добри Палиев[59]
- Митко Димитров[60]
- Стоян Хранов[61]
- Йорданка Благоева[62]
- Никола Саркози – президент на Франция[63]
- Сесилия Саркози[63]
- Бенита Фереро-Валднер – еврокомисар по външната политика[63]

### 2008
- Юго Вутен[64]

### 2009
- арх. Магда Карлова[65]

### 2010
- проф. Станко Михалев[66]
- Магдалина Станчева[67]
- проф. Величко Минеков – скулптор[68]
- Никола Костадинов[68]
- Цунехаро Такеда – посланик на Япония[69]
- Антон Дончев[70]

### 2011
- инж. Светозар Филипов[71]
- Христофор Христов[72]
- Борис Годжунов[73]
- Максим Български – патриарх на БПЦ и софийски митрополит[74]

### 2012
- Стефано Бенацо – посланик на Италия[75]
- Тове Скарстейн – посланик на Норвегия[76]
- Александър Дяков – художник[77]
- инж. Валетин Лазаров[78]
- арх. Васил Китов[79]
- проф. Пламен Джуров[80]
- д-р инж. Петър Митанов[81]
- д-р инж. Стоян Братоев[82]
- Йорданка Донкова[83]

### 2013
- Стефан Данаилов[84]
- проф. Божидар Божинов[85]
- Андрей Желязков[86]
- Чавдар Цветков[87]
- проф. д-р Иван Черноземски[88]
- проф. Кирил Топалов[89]
- проф. Румен Цонев[90]
- Никола Гайдаров[91]
- Иван Станчов[92]
- капитан Николай Джамбазов[93]

### 2014
- проф. Георги Чапкънов[94]
- Силви Вартан[95]
- Вежди Рашидов[96]
- Александър Лазаров[97]
- Валентин Рангелов[97]
- Янко Русев[97]
- Константин Баждеков[97]
- Виктор Топузлийски[98]
- проф. Ангел Станков[99]
- проф. Йосиф Радионов[99]
- Герхард Райвегер – посланик на Австрия[100]
- Матиас Хьопфнер – посланик на Германия[101]
- Давид Вейзман – културен аташе в Посолството на Франция[102]
- Георги Аспарухов (посмъртно)[103]
- Никола Котков (посмъртно)[103]
- акад. Стефан Воденичаров[103]
- Ирина Бокова[104]
- Райна Кабаиванска[105]

### 2015
- Христо Мирянов[106]
- Любомир Левчев[107]
- акад. Иван Иванов[108]

### 2016
- Шаул Камиса Раз[109]

### 2017
- Гийом Робер – директор на Френския културен институт, съветник в Посолството на Франция[110]
- Владимир Кисьов[111]
- чл.-кор. проф. д.и.н. Васил Николов[112]

### 2018
- проф. Божидар Манов – кинокритик[113]
- Филип Трифонов – актьор[113]
- Богдана Карадочева – поп певица[114]
- Гергина Тончева – директорка на НГДЕК[115]
- Васил Найденов – поп певец и автор на музика[116]
- акад. Пламен Карталов[113]
- Димитър Симеонов[113]
- Валентин Бобевски[113]
- акад. Александър Балкански[113]
- проф. д-р Николай Овчаров[113]
- Владимир Пенев[113]
- Рада Москова[113]
- Мими Николова[113]